# 莲花镇 (开原市)
莲花镇，是中华人民共和国辽宁省铁岭市开原市下辖的一个乡镇级行政单位，毗鄰吉林伊通縣。莲花鎮在明朝時稱「棉花街」，棉花街在清末屬吉林伊通州，後劃入中華民國吉林省伊通縣並改稱「蓮花街」，1945年12月劃入中國共產黨新置的遼西省（的开原县），自始劃入遼寧。1961年设莲花人民公社，1980年改莲花乡，1999年9月设立莲花镇。

## 行政区划
莲花镇下辖以下地区：
孤榆村、砚台村、糖坊村、东北村、石龙村、青石村、莲花村、保安村、东屯村和王家店村。

## 名人
中國大陸著名的小品演員趙本山出生在該鎮的莲花村石嘴沟。